# قلعه کاسوگایاما
قلعه کاسوگایاما (به ژاپنی: 春日山城 Kasugayama-jō) یک قلعه ژاپنی متعلق به اوئه‌سوگی کنشین در دوره سنگوکو بود. این قلعه در شهر جوئتسو، نیگاتا در استان نیگاتا واقع شده است. نام قدیم این استان ولایت اچیگو بود.
اوئه‌سوگی کنشین در ۲۱ ژانویه ۱۵۳۰ در قلعه کاسوگایاما به عنوان کوچک‌ترین پسر شوگو اچیگو ناگائو تامه‌کاگه متولد شد.